# Bladtjärnen, Norrbotten
Bladtjärnen är en sjö i Piteå kommun i Norrbotten och ingår i Byskeälvens huvudavrinningsområde.